# The Single Moms Club
The Single Moms Club es una película estadounidense del 2014 producida, escrita y dirigida por Tyler Perry. La película es protagonizada por Nia Long, Wendi McLendon-Covey, Zulay Henao, Cocoa Brown, Amy Smart, Terry Crews, y Perry. Fue estrenada el 14 de marzo de 2014.

## Sinopsis
Después de un incidente en la escuela de sus hijos, madres solteras de diferentes lugares crean un grupo de apoyo para discutir sus problemas y cómo pueden mejorar.

## Elenco
- Nia Long como May Miller.
- Amy Smart como Hillary Massey.
- Cocoa Brown como Lytia Wright.
- Wendi McLendon-Covey como Jan Malkovitch.[4]
- Zulay Henaocomo Esperanza Luego.[4]
- Terry Crews como Branson.
- William Levy como Manny.[4]
- Ryan Eggold como Peter.
- Tyler Perry como TK.
- Eddie Cibrian como Santos.
- Kendra C. Johnson como Alicia.
- Marlene Forte como la madre de Manny.
- Cassie Brennan como Katie Malkovitch.
- Massai Zhivago Dorsey II como Rick Miller.

## Filmación
La filmación comenzó el 26 de noviembre de 2012 en la ciudad de Avondale Estates, Georgia.

## Recepción
En Rotten Tomatoes tiene un 16% basado en 25 críticas. En Metacritic tiene un 31 sobre 100, basado en 16 críticas.

## Adaptación a una serie de televisión
El 9 de enero de 2014, se anunció que la producción de Oprah Winfrey Network pidió una serie basada en la película. Se estrenó el 9 de septiembre de 2014.